# 北京证券
北京证券有限责任公司，是经中華人民共和國證券監督管理委員會批准成立的全国性综合类证券公司，于1997年底由北京证券有限公司和北京财政证券公司合并而成。北京证券有限公司的前身是1988年4月27日成立的北京市证券公司；北京财政证券公司是1993年4月由北京市财政局出资设立的国债中介机构。1999年末，北京证券经过增资扩股，注册资本金增至15.15亿元，股东包括北京市国有资产经营有限责任公司、北京能源集团、首钢集团等共21家单位，由北京市国资委实际控制。公司自1997年重组后，经主管部门批准先后取得国债一级自营商资格、股票主承销商资格、股票质押贷款融资资格、进入全国银行间同业拆借市场融资资格、网上证券委托业务资格、综合类证券公司资格、经营外汇业务资格和经营外资股业务资格，是当时全国少数几家同时具有以上几项业务资格的证券公司之一，并被推选为中国证券业协会副理事长单位。北京证券主承销及参与承销股票近90只，且承销家数、股数、筹资金额等多次排名当年全国前十，重组前在全国拥有27家营业部。2001年2月，证监会核准北京证券网上证券委托业务资格。

## 清算重组
2004年北京证券存在的诸多问题逐步暴露，其欠下了大量个人与机构债务，包括挪用客户保证金。据当年年报显示，公司营业支出2.75亿元，亏损金额为1.6亿元，净资产为4.77亿元。由于北京市政府同时拥有北京证券和华夏证券两个券商亟需重组，原计划将两公司合并，剥离债务后，一并由中信证券收购。2005年年初，北京市政府开始筹划改为引入外资对北京证券进行重组。
随后，瑞银集团、中国粮油食品（集团）有限公司、国际金融公司和国家开发投资公司加入了北京证券的重组过程。由于北京证券重组异常复杂，具体是通过收购存量股权、还是通过增资扩股方式完成此次重组在前期存在较大争论。同年9月28日，瑞银集团宣布拟出资最多17亿元人民币（2.1亿美元）收购北京证券3亿股权，收购价格按此折算为每股5.7元；较每股定价1元的原始股，每股多付出4.7元、总计高达14亿元溢价。若依此方案重组后，北京市国资委控股的企业、瑞银及国际金融公司将分别持有33%、20%及不超过5%的股权，其余42%的股权由原北京证券和瑞银同意的国内战略投资者持有。
2006年年初，由于此前上报监管机构的方案瑞银将成为单一持股比例最大的股东，瑞银入股北京证券的重组方案遭到否决。主管部门和相关领导表示反对，要求降低瑞银集团的持股比例。2006年4月，各方提出新的重组计划。最终中国建银投资有限责任公司，出资9.983亿元，北京国翔资产管理有限公司，出资4.917亿元，以合计14.9亿注册资金成立瑞信证券，两者分别持有67%和33%的股权，随后在2007年3月，建银投资将所持瑞银证券股权中的20%以16.98亿元的价格转让给瑞银集团，溢价14亿元用以填补原北京证券全部保证金缺口及偿还50%左右的机构债务；按每股面值价格将4.99%的股权转让给国际金融公司；按面值价格分别向中国粮油（集团）有限公司和国家开发投资公司各转让14%；建银投资作为战略投资者持有瑞银证券剩余14%的股权。
2006年9月1日下午闭市后，北京证券全部27家营业部关闭、停业，标志着北京证券自此消失在公众视野中。北京证券的所有营业部、员工由招商证券收编，其中21家营业部和1家服务部在原址重新设立，剩余5家与距离最近的营业部合并后裁撤。同年12月11日，瑞银证券正式成立。
2007年4月4日，中国证券业协会公告终止北京证券会员资格。6月，北京市人民政府国有资产监督管理委员会复函同意北京证券有限责任公司于2007年6月18日启动股东自行清算程序，委托中国信达资产管理公司成立清算组开展清算工作。此后北京证券以仅限开展清算工作作为经营范围继续存续。2021年12月30日，北京证券有限责任公司被正式注销。